# See No Evil 2
See No Evil 2 (Brasil: Noite do Terror 2 ) é um filme de terror dirigido por Jen Soska e Sylvia Soska. Lançado em 2014, foi protagonizado por Danielle Harris, Katharine Isabelle e lutador profissional Kane.
Sua estreia no Brasil   ocorreu em 1 de maio de 2015 diretamente em DVD.